# 首都區 (委內瑞拉)
首都區（西班牙語：Distrito Capital）是委內瑞拉北部的一個行政區，即首都加拉加斯。北為瓦爾加斯州，南為米蘭達州。面積433平方公里，2007年人口2,085,488人。
1999年區的政府被廢除，並與米蘭達州四市組成加拉加斯都會區。2009年4月13日復設一名由總統委任的區長。下面只有一個自治市，即「解放者玻利瓦爾市」 。